# エルロチニブ
エルロチニブ (Erlotinib) はゲフィチニブと同様、上皮成長因子受容体 (EGFR) のチロシンキナーゼを選択的に阻害する内服抗がん剤。分子標的治療薬のひとつである。非小細胞肺癌患者に対し、延命効果を示した。
IUPAC命名法ではN-(3-ethynylphenyl)-6,7- bis(2-methoxyethoxy)-4-quinazolinamineと表記され、分子量は393.436 g/mol。エルロチニブ製剤中にはエルロチニブ塩酸塩として存在し、分子量は429.90 g/molである。
エルロチニブ製剤は切除不能又は再発した非小細胞肺癌および膵臓癌に対する治療薬として用いられる。製造元は米国OSIファーマシューティカルズ (OSI Pharmaceuticals Inc.)、販売元は米国ジェネンテック社 (Genentech, Inc.) で、商品名は「タルセバ® (Tarceva®)」。タルセバ®錠は3種類の用量の剤形があり、エルロチニブとして一錠25 mg、100 mg、150 mg（エルロチニブ塩酸塩としてそれぞれ27.3 mg、109.3 mg、163.9 mg）を含有する。
2004年11月19日米国食品医薬品局 (FDA) は非小細胞肺癌に対する治療薬として本薬剤を認可し、さらに2005年11月2日膵臓癌の治療薬としてゲムシタビンとの併用療法において承認した。日本では中外製薬が2006年4月14日厚生労働省に販売製造承認申請を行い、2007年10月19日に承認された。

## 効能・効果
- 切除不能な再発・進行性で、がん化学療法施行後に増悪した非小細胞肺癌
- EGFR遺伝子変異陽性の切除不能な再発・進行性で、がん化学療法未治療の非小細胞肺癌
- 治癒切除不能な膵癌

## 作用機序
上皮成長因子受容体 (EGFR) は正常細胞および癌細胞表面に発現し、細胞の発達・増殖に関与する。エルロチニブはゲフィチニブ同様EGFRの働きを阻害して癌細胞の増殖を抑制する。ゲフィチニブ同様、癌細胞がEGFR遺伝子変異を持つ場合、腫瘍縮小効果が高いと報告されるが、臨床効果とEGFR遺伝子変異は相関しないという報告もある。

## 薬物動態
エルロチニブ150 mg内服後のバイオアベイラビリティ（生物学的利用能）は約60%で、最高血中濃度到達までの時間 (Tmax) は4時間。血中蛋白結合率は93%、分布用量は232リットルである。代謝は主に肝代謝（チトクロームP450 3A4、一部CYP1A2も関与）により、83%が糞便中、8%が尿中に排泄される。半減期は36.2時間。血中濃度が定常状態に達するまでの期間は連日内服で7 - 8日要する。喫煙者はエルロチニブのクリアランスが24%速く、非喫煙者がエルロチニブ150 mg内服して得られるAUCを得るためには、喫煙者では300 mgの内服を要する。なお我が国で認可されているのは150 mgまでである。

## 効果

### EGFR遺伝子変異陽性肺癌
EGFR遺伝子変異陽性例に対する一次治療として承認されており、標準治療の一つである。

### EGFR遺伝子変異陰性肺癌
既治療非小細胞肺癌を対象にした第III相無作為化比較臨床試験にて、エルロチニブはプラセボと比較して生存期間中央値を2か月間延長させ（エルロチニブ群6.67か月、プラセボ群4.70か月、P <0.01）、延命効果が証明された。また奏功率（腫瘍の最長径が30%以上小さくなった患者の割合）は8.9%、無増悪生存期間は2.2か月で、これらについてもプラセボ群を上回った。また、多変量解析では、腺癌、非喫煙者、EGFR発現が腫瘍縮小と相関していた。
作用機序の同じゲフィチニブは延命効果を証明できなかったが、その違いとして、エルロチニブが最大耐用量 (MTD) を投与されるのに対し、ゲフィチニブはMTDの3分の1量が投与されるという用量の違いによる可能性が指摘されている。

### 治癒切除不能な膵癌
膵癌に対してはゲムシタビンとエルロチニブの併用療法が標準治療の一つとみなされているが、間質性肺疾患の発症率が高いことに注意が必要である。